# Pneumobil

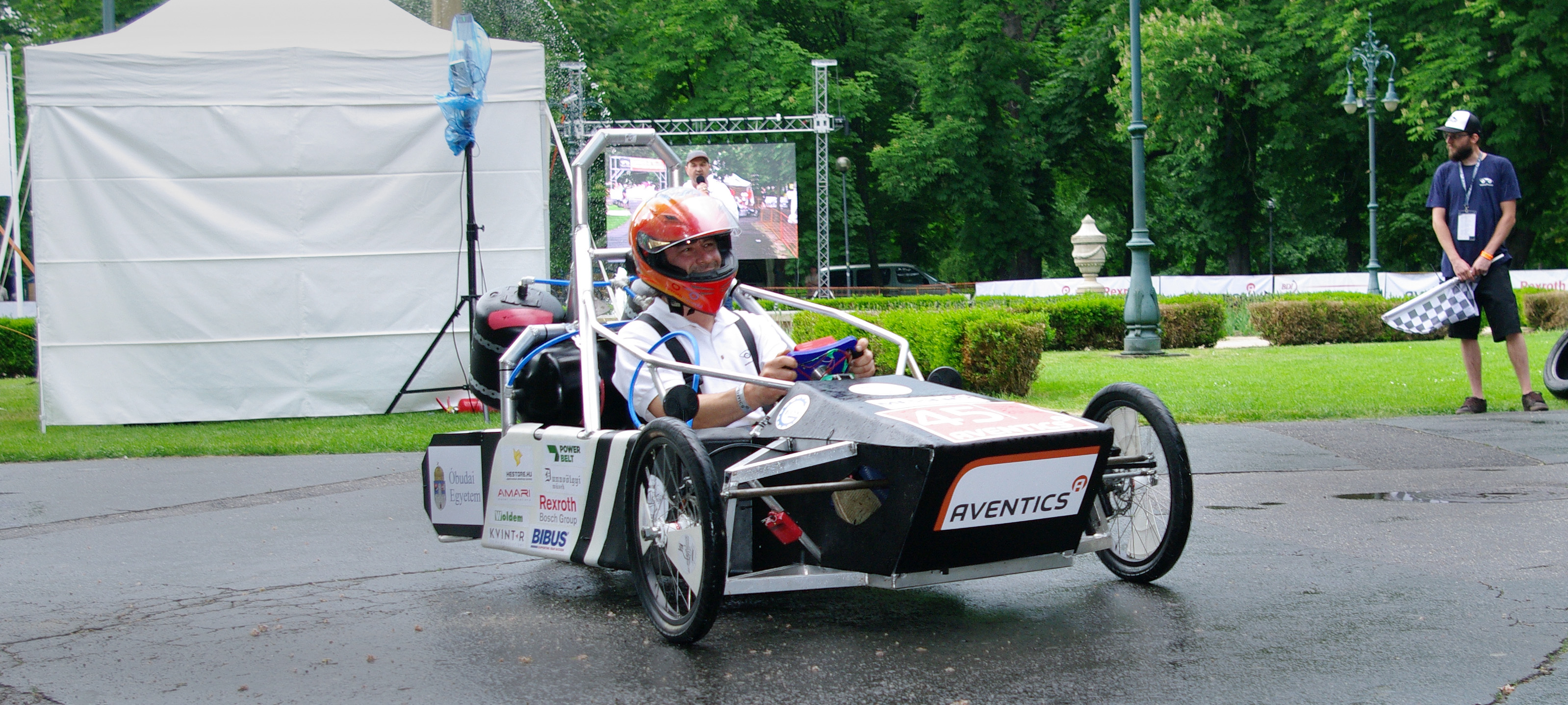
Takto vypadá závodník v pneumobilu na závodech

Pneumobil je vozidlo poháněné stlačeným vzduchem. 

## Historie
V České republice byl zkonstruován na Vysokém učení technickém v Brně. Pohání ho stlačený vzduch, z tlakových láhví. První kus pneumobilu byl vyroben v roce 2011. Tento první kus ujel na jednu láhev vzduchu pouhé 3 km. Obvykle pneumobil vyvine rychlost okolo 40 km/h. Vzduch z láhví je veden do válců, tam vzduch vytlačuje píst a tak je poháněno zadní kolo. Na Slovensku byl pod názvem TUKESjF představen první pneumobil v roce 2018. Je vybaven tříválcovým motorem na stlačený vzduch o obsahu 1885 cm3.  Vzduchojem má objem 10 litrů a tlak vzduchu dosahuje 20 MPa.

## Vývoj
Společnost PSA plánovala nahradit elektromotor pohonem na stlačený vzduch ve svých hybridních motorech. Projekt byl z důvodu velkých nákladů pozastaven.

## Využití
Pneumobil slouží především k vývoji automobilového průmyslu, stroj se neustále vyvíjí a cílem je snadno ovladatelný dopravní prostředek, který šetří životní prostředí a přitom ujede co možná největší vzdálenost.

## Sport
Závody se pořádají každý rok v maďarském Egeru. Účastní se jich více než 40 týmů z pěti států střední Evropy. Při závodu se hodnotí dojezd, zručnost a akcelerace. V roce 2018 studenti z Vysokého učení technického v Brně zvítězili ve třech disciplínách. Jejich vozidlo mělo název Falkon jelo rychlostí 50 km/h a ujelo 7 km.